# باتشال (مقاطعة دلفان)
باتشال (بالفارسية: پاچال) هي قرية تقع في Nurabad Rural District في إيران. يقدر عدد سكانها بـ 15 نسمة بحسب إحصاء 2016.